# Lomné (Slovacchia)
Lomné (in ungherese Lomna) è un comune della Slovacchia facente parte del distretto di Stropkov, nella regione di Prešov.